# London and North Eastern Railway
Ne doit pas être confondu avec l'actuelle entreprise London North Eastern Railway.
La London and North Eastern Railway (Chemin de fer de Londres au Nord-est), abrégé sous le sigle LNER, était une compagnie ferroviaire britannique qui fut créée en 1923.

## Histoire
Elle résultait du regroupement de sept compagnies décidé lors du Railways Act de 1921.
Par sa dimension, elle était la seconde compagnie ferroviaire de Grande-Bretagne avec un réseau de plus de 10 000 km couvrant le nord et l'est de Londres.
Elle fut dissoute lors de la création de British Rail en 1948.
À ne pas confondre avec la London North Eastern Railway (LNER) qui est une entreprise ferroviaire britannique depuis 2018 et propriété du département des Transports de l'État.